# Anisakis
Anisakis es un género de nematodos parásito, cuyo ciclo vital afecta a los peces y mamíferos marinos, en los que puede producir lesiones en su tubo digestivo. Son perjudiciales para los seres humanos y causan anisakiasis, y el pescado que ha sido infectado por Anisakis puede producir una reacción anafiláctica, mediada por inmunoglobulina E (IgE).

## Ciclo vital

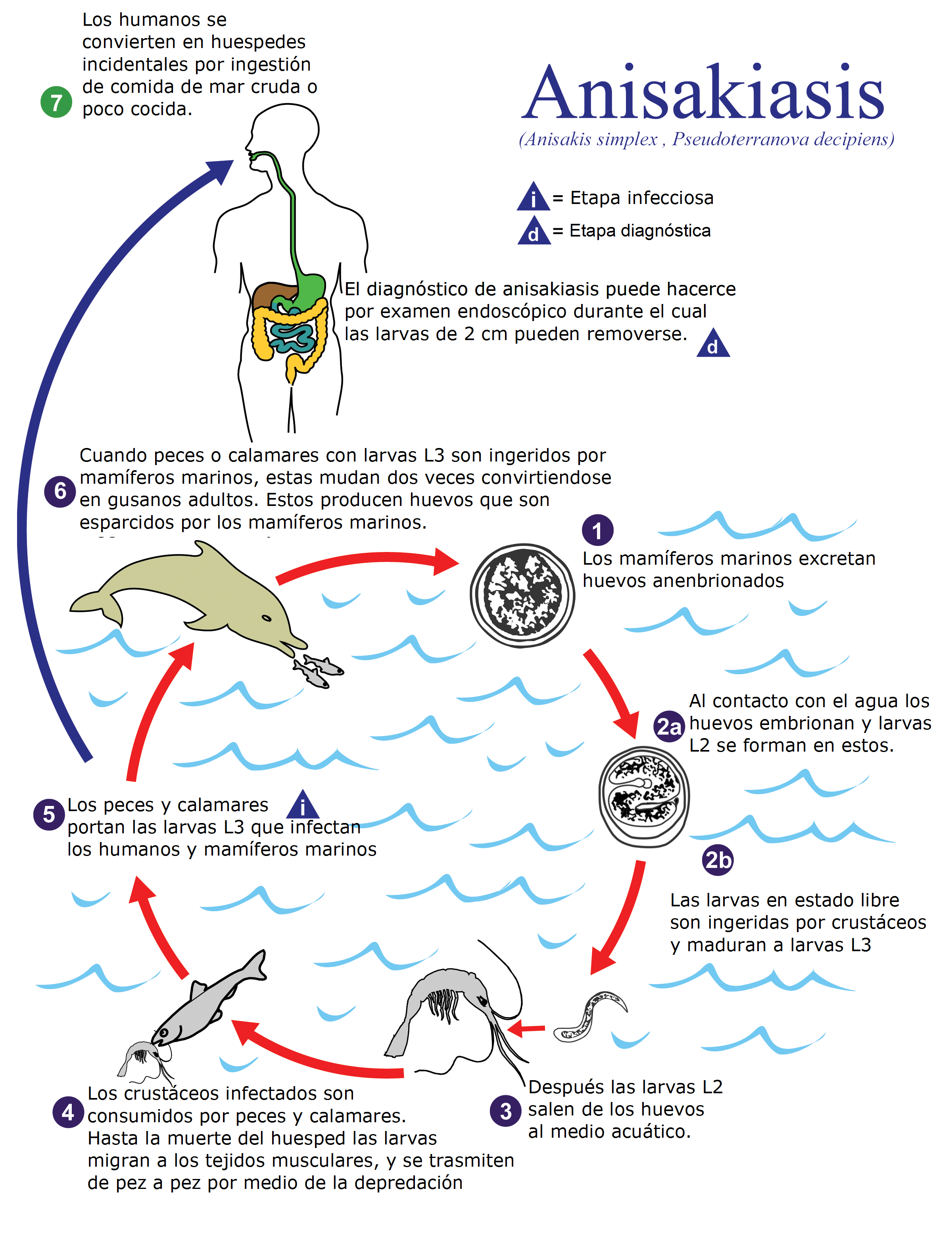
Ciclo de Anisakis.

Las especies de Anisakis tienen un complejo ciclo vital que las conduce a través de varios hospedadores a lo largo de su vida. Los huevos, tras embrionar, eclosionan en agua de mar y las larvas se encuentran en estado libre. Los crustáceos se alimentan con las larvas que han pasado a ser de tipo L3. Estos crustáceos infectados (hospedador intermediario) son devorados por un pez o cefalópodo (calamar, pulpo); el nematodo se aloja en las paredes de los intestinos de este hospedador paraténico (el nematodo no madura) y se protege con una capa. El hospedador paraténico podrá ser ingerido por el hospedador definitivo o por otros peces, los cuales pasarán a ser hospedadores paraténicos también. Normalmente se encuentra en el interior de las vísceras, aunque ocasionalmente pueden estar en otras partes como por ejemplo el músculo o bajo la piel. El ciclo vital se completa cuando un mamífero marino (un cetáceo o pinnípedo) se alimenta de un animal infestado. El nematodo se aloja en el intestino de su tercer hospedador, se alimenta, muda dos veces más y se transforma en un adulto que se aparea y desova, soltando los huevos en el agua marina mediante las heces del mamífero al que parasita.

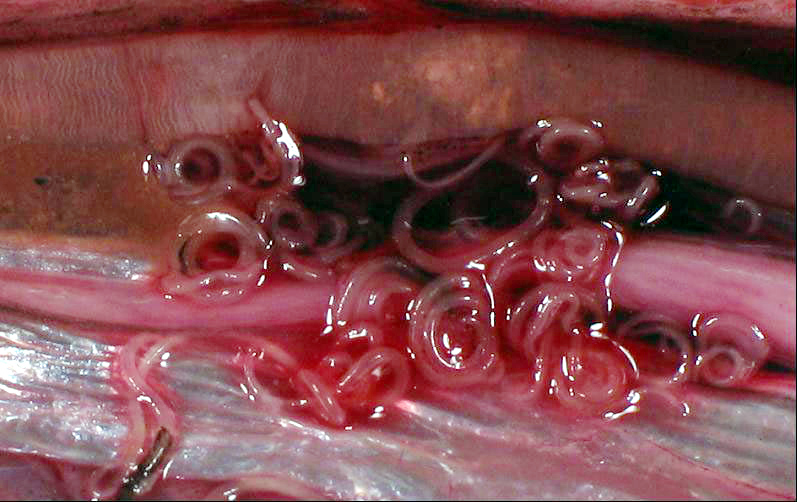
Anisakis sobre arenques.

Como los mamíferos marinos son muy similares a los humanos, las especies de Anisakis pueden infestar a humanos que comen pescado crudo o poco cocinado. Entre las especies de pescado que con mayor frecuencia pueden contener en su tubo digestivo este parásito se encuentran: la sardina, el bacalao, el boquerón, el arenque, el salmón, el abadejo, la merluza, la pescadilla, la caballa, el bonito, el jurel, el rape , la bacaladilla o la palometa.
La diversidad del género se ha incrementado a lo largo de los últimos 20 años, con la llegada de modernas técnicas genéticas a la clasificación científica de las especies. Se ha descubierto que cada especie hospedadora alberga una especie de Anisakis bioquímica y genéticamente identificable, que reproductivamente se encuentra aislada.

## Morfología

Tronco de Anisakis contemplado por microscopía óptica de polarizadores cruzados. 100x aumentos. La birrefrigencia se da por la orientación de las fibroínas proteicas componentes de los tejidos blandos de estos animales. En la imagen puede observarse un hueco negro que se corresponde con el aparato digestivo del nematodo.

Los anisákidos comparten los rasgos comunes de todos los nematodos; cuerpo vermiforme, sección redondeada y falta de segmentación. La cavidad corporal es estrecha. La boca se encuentra en el lado anterior, rodeada de proyecciones que se utilizan para sentir y alimentarse, con el ano ligeramente fuera del lado posterior. La epidermis segrega una cutícula en capas que protege al cuerpo de los jugos digestivos.
Al igual que ocurre con todos los parásitos que tienen un ciclo de vida complejo que implica a varios huéspedes, los detalles de su morfología varían en función del huésped y de la fase vital en la que se encuentra. En la fase en la que infecta peces, los Anisakis tienen forma de muelle. Si se desenroscan, miden unos 2 cm (centímetros). Su peso ronda los 2-3 mg (miligramos). En su huésped final, los anisákidos son más largos, gruesos y robustos.

## Implicaciones para la salud
Los anisákidos plantean un riesgo para la salud humana en dos sentidos: a través de la infección mediante gusanos al comer pescado no elaborado y mediante reacciones alérgicas a las sustancias químicas que los gusanos dejan en el pescado.

### Anisakiasis o anisakidosis
La anisakiasis es la enfermedad ocasionada por la infección de gusanos Anisakis. Aparece con frecuencia en áreas del mundo en las que el pescado se come crudo o ligeramente salado o condimentado. Las áreas con mayor nivel de ocurrencia son: Japón (tras comer sushi o sashimi) donde se contabilizan el 95 % de los casos de esta enfermedad que se producen en el mundo, Escandinavia (del hígado de bacalao), los Países Bajos (por comer arenques infestados y fermentados, llamados maatjes), y a lo largo de la costa pacífica de Sudamérica (por comer ceviche).
Horas después de la ingestión de las larvas del parásito, pueden aparecer dolor abdominal, náuseas y vómitos. A veces, se llega a expulsar las larvas tosiendo.[cita requerida] Si las larvas pasan al intestino, puede producirse una severa respuesta granulomatosa eosinofílica incluso 1 o 2 semanas después de la infestación. Esta reacción causa síntomas similares a los de la enfermedad de Crohn.
El diagnóstico se puede lograr mediante examen gastroscópico durante el que las larvas de 2 cm (centímetros) se visualizan y eliminan, o mediante examen histopatológico del tejido retirado en la biopsia o la cirugía.

### Reacciones alérgicas
En 1995 se describió en España el primer caso de alergia grave a Anisakis y desde entonces se han descrito centenares de casos de alergia al parásito Anisakis simplex, habiéndose convertido en un antígeno más a incluir en las baterías habituales de pruebas para el estudio de la alergia alimentaria, la anafilaxia e incluso la alergia a medicamentos cuando se descartan los implicados supuestamente. Las manifestaciones clínicas varían desde urticaria y/o angioedema que están presentes en todos ellos, hasta casos de choque anafiláctico grave. Afortunadamente la mayoría de los casos presentan clínica exclusiva de tipo cutáneo urticaria/angioedema, otros pueden asociar síntomas respiratorios, digestivos y los más graves mareo y pérdida de conciencia. A estos últimos casos más graves se les conoce como anafilaxia, y suponen aproximadamente una cuarta parte de todos los afectados. Los primeros síntomas aparecen de forma rápida, en las primeras seis horas, la mayoría de los casos en los primeros sesenta minutos. Incluso bien cocinado, el Anisakis plantea un riesgo para la salud de los humanos. Los anisákidos (y especies relacionadas como el gusano de la foca, Pseudoterranova, y el gusano del bacalao Hysterothylacium aduncum) liberan una serie de productos bioquímicos en los tejidos que los rodean cuando infectan a un pez. Estos productos pueden consumirse junto con el pescado.
Las personas que son sensibles a los nematodos pueden sufrir reacciones anafilácticas graves después de comer pescado que haya sido parasitado por especies de Anisakis. Esto se puede confundir con alergia al propio pescado. Hoy en día existen pruebas diagnósticas que ayudan a confirmar un diagnóstico de sospecha. Sin embargo, dado que algunos componentes alergénicos de los anisákidos son comunes a otros alérgenos (ácaros, mariscos, etc.) es posible que algunas pruebas no tengan un valor claro y se comporten como falsos negativos.
Los humanos no son el hospedador definitivo de Anisakis sino un fondo de saco del ciclo, ya que las larvas de anisákidos y Pseudoterranova no pueden sobrevivir en los humanos y al final mueren. En consecuencia, en la gran mayoría de casos el tratamiento es sintomático. La única indicación para el tratamiento es la obstrucción intestinal debida a la larva de Anisakis, que puede requerir cirugía de urgencia, aunque existen casos en los que el tratamiento con albendazol (evitando la cirugía) ha resultado exitoso. Sin embargo, hay que resaltar la importancia de la prevención de la anisakiasis y las posibles reacciones alérgicas asociadas (ver siguiente párrafo).

## Procesos de eliminación del anisakis
Debido a que las larvas de Anisakis sobreviven 50 días en el pescado guardado a 2 °C (grados Celsius), dos horas a −20 °C, dos minutos a 60 °C y dos meses en vinagre, es importante asegurar medidas de control.[cita requerida] Una de las principales medidas de control de la infestación es informar a la población sobre los riesgos que conlleva el consumo de pescado crudo o insuficientemente cocinado, que permite así la ingestión de las larvas vivas.
A pesar de que se han intentado varias estrategias para inactivar las larvas antes de su consumo, el congelado rápido a una temperatura inferior a −20 °C, durante al menos 48 horas y la cocción a temperaturas superiores a 60 °C, durante al menos 2 minutos (en el interior de la pieza de pescado), parecen seguir siendo las medidas más eficaces para evitar la parasitación en humanos. Actualmente, las normas sanitarias de la UE relacionadas con la producción y comercialización del pescado y sus derivados (1993) exigen, entre otras medidas, el examen visual del pez y extracción de los parásitos visibles, la retirada del mercado de las piezas y ejemplares muy parasitados y la congelación a temperaturas inferiores a −20 °C durante al menos 24 h de aquellas especies (por ejemplo, arenque, caballa, espadín, salmón) que estén destinadas a procesos de ahumado por debajo de 60 °C, marinado, escabechado y/o salado. De forma similar, desde 1987 la FDA exige que todos los productos de la pesca que no vayan a ser cocinados o procesados a temperaturas superiores a 60 °C sean sometidos previamente a ultracongelación a –35 °C durante al menos 15 horas, o a congelación normal a −23 °C durante un período mínimo de 7 días.
Los productos salados (salazones tradicionales, no los catalogados como «ligeramente salados») en general no necesitan la congelación previa para asegurar la inactivación del parásito si se garantiza un tiempo determinado de conservación con una concentración de sal (cloruro sódico) superior al 9 %; una concentración de sal del 8-20 % durante al menos 4-5 semanas garantiza la inactivación de las larvas (caso de las anchoas y salazones tradicionales); concentraciones mayores pueden conseguir resultados similares en un periodo de tiempo menor.

## Normativa aplicable en España
En el Real Decreto 1420/2006 se fija la obligatoriedad, para los establecimientos que sirven comida, de someter todos los pescados que se vayan a servir en crudo o casi crudos a un ciclo de congelación de 24 horas a una temperatura igual o inferior a −20 °C (grados Celsius). Esto incluye productos de la pesca que han sido sometidos a un proceso de ahumado en frío en el que la temperatura central del producto no ha sobrepasado los 60 °C. Igualmente estarán obligados a garantizar la congelación en las mismas condiciones si se trata de productos de la pesca en escabeche o salados, cuando este proceso no baste para destruir las larvas.
Por su parte, en el Real Decreto 1437/1992, de 27 de noviembre, se fijan las directrices relativas a la producción y comercialización de los productos pesqueros y de la acuicultura. Referente a los parásitos, determina que, tanto los pescados, como los productos derivados del pescado, habrán de pasar un control visual para detectar los posibles parásitos visibles y desecharlos. Por otra parte, se prohíbe la venta de los pescados o las partes de estos que estén fuertemente parasitados. Finalmente, son los barcos factoría y las industrias dedicadas a la elaboración y preparación de los productos de la pesca los responsables de realizar el control para garantizar el cumplimiento de dicha ley.

## Parásitos similares
- Gusano del bacalao o de la foca Pseudoterranova (Phocanema, Terranova) decipiens
- Contracaecum spp.
- Hysterothylacium (Thynnascaris) spp.
- Diphyllobothrium latum